# International Chemical Identifier
InChI — международный текстовый химический идентификатор. Представляет собой стандартизированный структурный код для обозначения молекул, разработанный, чтобы обеспечить стандартный и читаемый способ кодирования молекулярной информации и облегчить поиск такой информации в базах данных и в Интернете. Разработан IUPAC и NIST в течение 2000—2005 годов. Дальнейшее развитие стандарта поддерживается начиная с 2010 года некоммерческой организацией InChI Trust, являющейся членом IUPAC. Текущая версия 1.06 была выпущена в декабре 2020 года.
До версии 1.04, программное обеспечение было в свободном доступе под лицензией открытого исходного кода, но теперь находится под пользовательской лицензией IUPAC-InChI Trust License.